# If You Asked Me To
Singles de Patti LaBelle
Oh, People
(1986) Yo Mister
(1989)
Chansons de James Bond
Licence to Kill
(1989) GoldenEye
(1995)
If You Asked Me To est une chanson écrite et chantée par Patti LaBelle. C'est le premier single extrait de son album Be Yourself. C'est également la musique du générique de fin du film Permis de tuer (1989) de la saga James Bond. La chanson n'aura qu'un succès limité. Céline Dion sortira sa propre version en 1992 qui deviendra un grand succès.

## Classements
| Pays                         | Meilleure Position |
| ---------------------------- | ------------------ |
| Canada                       | -                  |
| États-Unis Billboard Hot 100 | 79                 |

## Version de Céline Dion
Pistes de Celine Dion
Show Some Emotions If You Could See Me Now
If You Asked Me To est une chanson reprise par Céline Dion sur son album éponyme. Elle fut lancée comme deuxième extrait de cet album le 6 avril 1992 partout dans le monde

## Clip
Produit par Propaganda Films, le clip a été dirigée par Dominic Orlando et filmé à Chatsworth et Hollywood, à Los Angeles. Il a été lancé en avril 1992 et inclus sur le DVD All The Way... A Decade of Song & Video.

## Classements
Aux États-Unis, la chanson débute en 80e position en avril la première semaine de sa sortie et sera, 3 mois plus tard, en 4e position et passe 22 semaines au palmarès. Au Canada, la chanson devient son 1er single classé en n.1 et resteras pendant 3 semaines (et il passe 23 semaines au palmarès). 
À l'extérieur, le single n'aura qu'un succès modéré (loin du succès international de Beauty and the Beast) En Australie, la chanson débute en 100e position. Elle sort la semaine suivante des palmarès et y revient en septembre 1992 en 92e position et sera, 2 semaines plus tard, en 52e position.  Au Royaume-Uni, la chanson débute en 60e position et sort des palmarès après deux semaines. En décembre 1992, la chanson revient en 81e position et sera, 2 semaines après, en 57e position. La chanson sera également un succès en Nouvelle-Zélande (#26) et aux Pays-Bas (#28).
| Pays                         | Meilleure Position |
| ---------------------------- | ------------------ |
| Australie                    | 52                 |
| Brésil                       | 15                 |
| Canada                       | 1                  |
| Nouvelle-Zélande             | 26                 |
| Pays-Bas                     | 28                 |
| Pologne                      | 18                 |
| Royaume-Uni                  | 57                 |
| États-Unis Billboard Hot 100 | 4                  |